# Henri Richardot
Henri Richardot (* 7. Februar 1845 in Reims, Département Marne; † 7. Dezember 1927 in Cavalaire-sur-Mer, Département Var) war ein französischer Jurist und Schriftsteller.
Richardot war der Sohn des Rechtsanwalts Aimé L. Richardot und dessen Ehefrau Louise S. Bureau. Richardot hatte noch zwei Schwestern, Aimée Blanche und Françoise Berthe. Nach seiner Schulzeit studierte er Rechtswissenschaften.
Richardot nahm am Deutsch-Französischen Krieg teil und nach Kriegsende ließ er sich 1871 als Notar in Longjumeau im Département Essonne nieder. Als solcher heiratete er Marie-Thérèse Desforges (1854–1900).
Neben seiner Arbeit als Jurist begann Richardot auch mit literarischen Arbeiten und er wurde „korrespondierendes Mitglied“ der Académie nationale in seiner Vaterstadt. Durch diese Verbindung machte er die Bekanntschaft einiger Mitglieder der Parnassiens. Der Verleger Alphonse Lemerre lud ihn dann auch ein, an der später berühmt gewordenen Anthologie Le Parnasse contemporain mitzuarbeiten. Heute wird Richardot zum Umfeld dieser literarischen Vereinigung gezählt. Als Schriftsteller signierte Richardot mit „H. Richardot“; gelegentlich benützte er aber auch das Pseudonym „Dachères“.
Als am 15. Juli 1896 am Place du Parvis in Reims das Denkmal für Jeanne d’Arc (geschaffen von Paul Dubois) eingeweiht wurde, hielt Richardot nicht nur die Festansprache, sondern verfasste auch eine gereimte Laudatio, welche er ebenfalls vortrug.
Während des Ersten Weltkriegs fungierte Richardot als Bürgermeister von Flogny-la Chapelle im Département Yonne.

## Werke
Belletristik
- A Jeanne d'Arc. Poésie. Reims 1896.
- Jean Kerder. Épisode dramatique en un acte. Reims 1885.
- Rimes et récits. Matot-Braine, Reims 1894.
- Contes de Champagne et au champagne. Édition du coq l'âne, Reims 1999, ISBN 2-912036-08-9.

Sachbücher
- Les mobiles rémois en 1870. 1907.
- Sept semaines en Tunisie et en Algérie. Avec l'itinéraire et les dépenses du voyage. Combet, Paris 1905.
- Les tocsins avant et pedant la guerre. Reims 1891–1919.